# Caobangia
Caobangia (лат.) — род пресноводных многощетинковых червей из семейства Sabellidae. Включает семь видов. Виды всегда живут в каплевидных тоннелях на раковинах брюхоногих и двустворчатых моллюсков. Встречаются в пресных водах Юго-восточной Азии.

## История открытия
В 1893 году Альфред Жиар описал странного многощетинкового червя отряда Sabellida из пресных вод Тонкинского залива (северный Вьетнам). спустя 75 лет Мередит Лим Джонс описал ещё шесть видов этого рода из Таиланда, Мьянмы, Шри-Ланки, Индии, Бангладеш, Явы, Калимантана и некоторых Филиппинских островов.

## Строение
Тело саблевидной формы длиной около 5 мм. Венчик жабр, состоящий из трех пар радиол расчёскообразно покрытыми пинуллами в один или два ряда, он поддерживается массивной внутренней структурой. Воротника нет, хотя его рудимент может присутствовать. На брюшной поверхности обычно имеются относительно большие пигментированные области. В процессе онтогенеза анус сдвигается в переднюю часть к «голове» В стороне от расположения пучков щетинок нет следа характерной для кольчатых червей сегментации. Имеются уникальные пальчатые нейроподиальные крючья на первом сегменте. У всех взрослых экземпляров развивающиеся яйца и личинки легко видны через стенку тела в задней трети тела.

## Размножение и развитие
Являются гермафродитами, оплодотворение внутреннее, личинки развиваются внутри тела взрослой особи. При развитии сначала последовательно образуются неподвижные трохофора и метотрохофора, поле этого подвижная стадия герпохета ищет место на раковине подходящей улитки чтобы осесть, найдя создаёт вокруг себя мукоидную капсулу, после чего происходят два метаморфоза (после первого становится неподвижной и прикрепляется к раковине улитки, впоследствии внедряясь в неё глубже), после чего становится ювенильной особью, а после взрослой.

## Биология
Развиваются в оболочке раковин двустворчатых моллюсков рода Hyriopsis и лёгочных моллюсков из родов Paludomus, Hemimitra, Ganga, Tanalia, Brotia, Balanocochlis, Stenomelania, Antimclania; Anulotaia, Cipangopaludina и Mekongia.

## Систематика
В роде 7 видов:
- Caobangia abbotti Jones, 1974
- Caobangia billeti Giard, 1893typus
- Caobangia brandti Jones, 1974
- Caobangia ceylonica Jones, 1974
- Caobangia indica Jones, 1974
- Caobangia morrisoni Jones, 1974
- Caobangia smithi Jones, 1974